# Fingerboard
 (décembre 2020).
Si vous disposez d'ouvrages ou d'articles de référence ou si vous connaissez des sites web de qualité traitant du thème abordé ici, merci de compléter l'article en donnant les références utiles à sa vérifiabilité et en les liant à la section « Notes et références ».

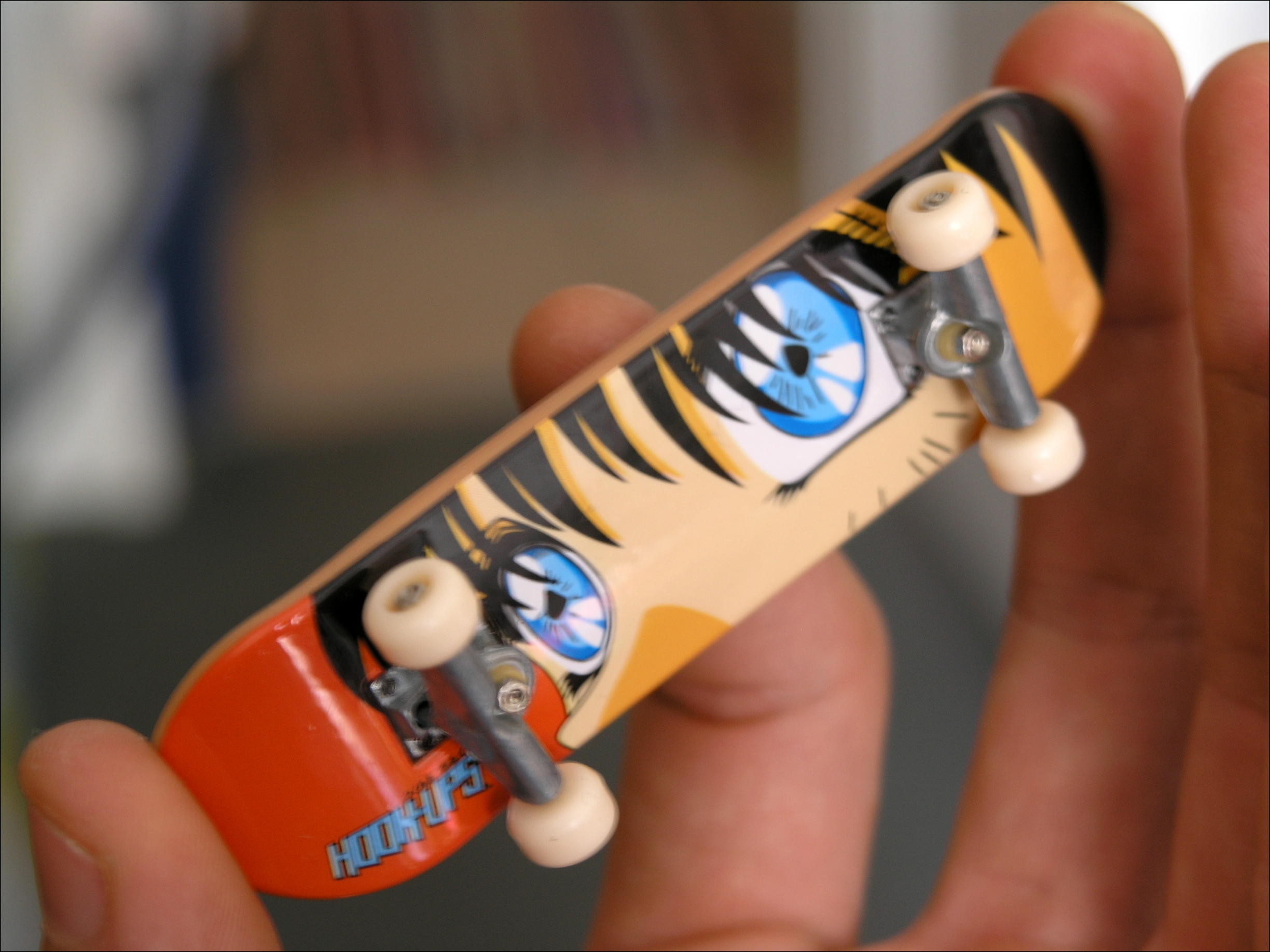
Fingerboard ou finger skate

Le fingerboard est une planche de skateboard à l'échelle 1:8 mesurant une dizaine de centimètres de long et maniée avec les doigts. C'est aussi un jeu d'adresse inspiré du skateboard, consistant à déplacer et réaliser des figures acrobatiques (tricks) avec cette petite planche. On trouve aussi le terme de fingerskate, ou finger skate, abréviation française de l'anglais finger skateboard.

## Pratique

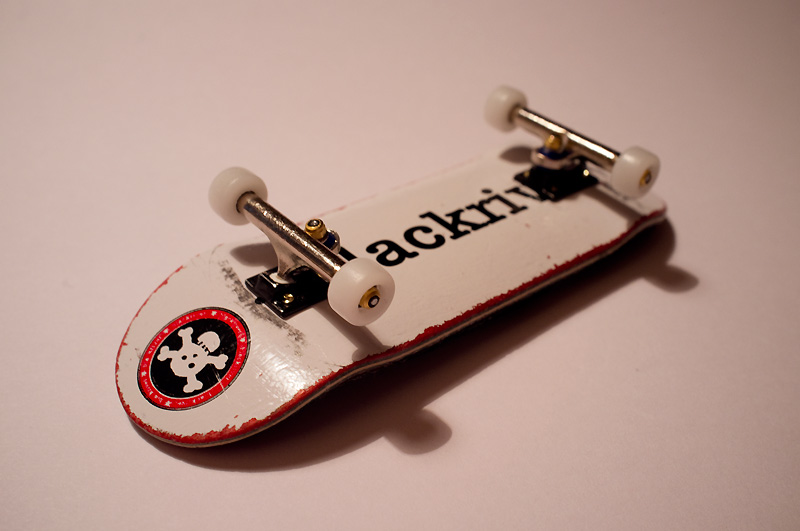
Dessous d'un fingerboard professionnel.

La pratique du fingerboard (en anglais fingerboarding) est apparue aux États-Unis à la fin des années 1970. On la voit pour la première fois dans un extrait de la vidéo Future Primitive de la marque de skateboard Powell-Peralta, où les riders de la marque s'amusent dans un lavabo avec un fingerboard fait maison.
D'abord fabriqué à partir de roues de petites voitures, de gommes, de carton, ou de cartes téléphoniques, le fingerboard est popularisé dans les années 1990 par la marque Tech Deck sous la forme d'un porte-clefs jouet. Ce sont ensuite des passionnés comme Martin Erhenberger, Timo Lieben et Martin Winkler qui pousseront le fingerboard jusqu'à devenir aujourd'hui une véritable réplique de skateboard avec des planches en bois, des roues à roulements et de véritables essieux (trucks) de niveau professionnel. C'est progressivement au cours des années 2000 que se forme une scène fingerboard sur internet grâce aux forums de discussion et à l'essor des sites de partage de vidéos. C'est en 2012 que la pratique du fingerboard connaît à nouveau un pic de popularité quand il devient pour une courte période le « jouet à la mode » avant d'être à nouveau oublié du grand public et de redevenir une activité de niche réservée aux passionnés.
Les scènes du fingerboard les plus actives (qui comptent le plus de pratiquants et d'évènements) sont celles des États-Unis, de l'Allemagne et du Portugal, mais il est également pratiqué dans beaucoup de pays du monde, notamment en France, en République Tchèque, en Russie, en Indonésie, au Japon, en Espagne, en Australie, au Royaume-Uni, au Brésil, en Argentine, en Colombie, au Chili, au Canada.

## Composition et figures
Reproduction en taille réduite d'un skateboard, le fingerboard permet de reproduire les mêmes figures (tricks) que celles « rentrées » sur le bitume. Certaines figures demeurent infaisables en raison de la rotation limitée du poignet. Cependant, beaucoup d'autres sont réalisables et imaginables avec une difficulté moindre que sur un véritable skateboard.
D'un point de vue strictement physique, il n'existe aucune différence avec le skateboard. Les mouvements qui régissent la planche sont les mêmes et c'est pourquoi la pratique du fingerboard demande, comme celle du skateboard, des heures d'entraînement.

## Terrain

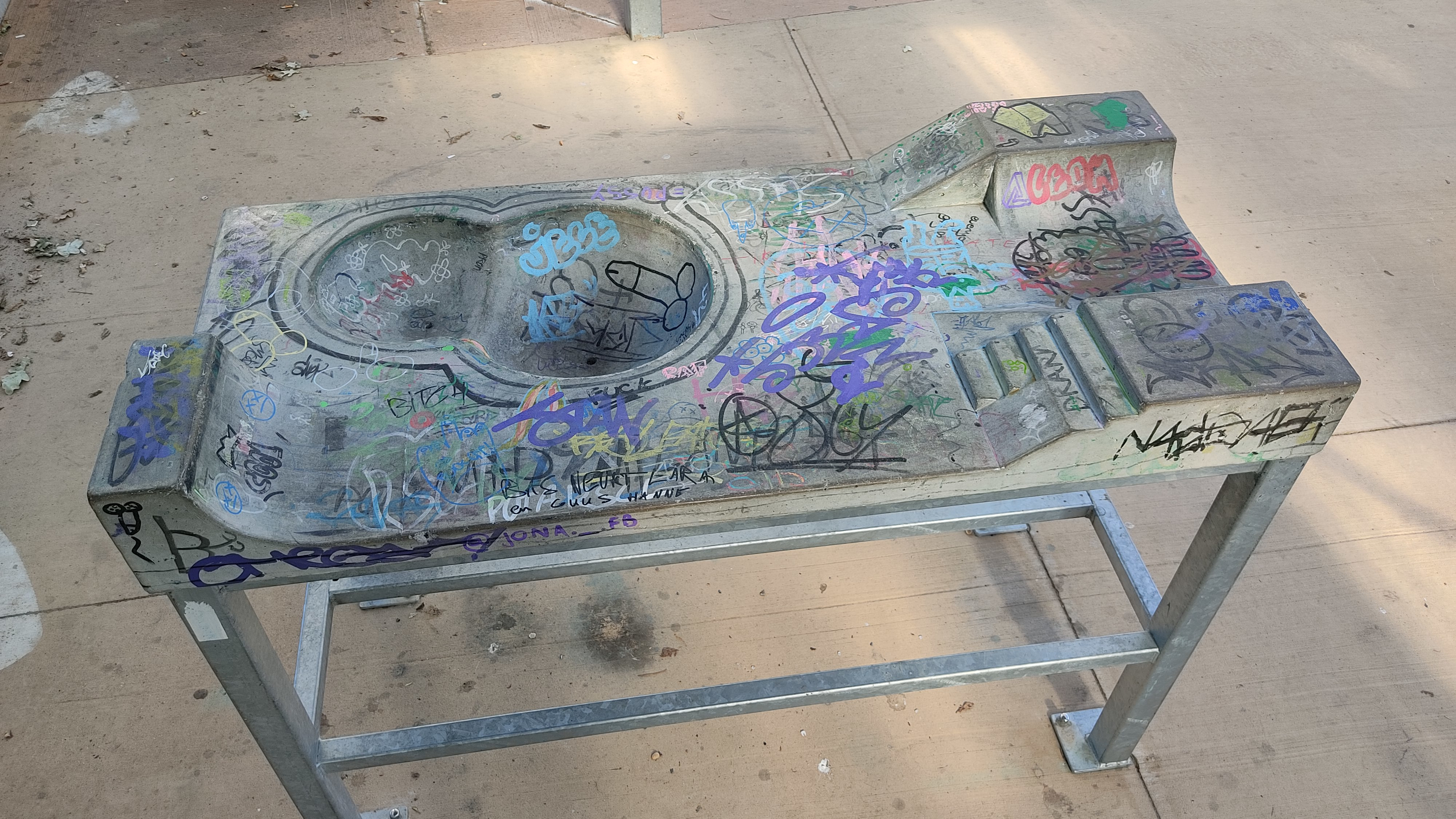
Table de fingerboard sur le site du grand skatepark de Blaarmeersen à Gand (Belgique).

Le fingerboard peut être pratiqué n'importe où : sur des livres empilés ou dans un évier, il n'y a aucune limite. Cependant les véritables passionnés voient plus loin et nombreux sont aujourd'hui ceux qui se fabriquent leur propre fingerboard-park à l'échelle et dans les matériaux souvent utilisés dans le skateboard comme le béton, le bois, ou le marbre. Il existe cependant un nombre grandissant de marques qui offrent une variété toujours plus importante de rampes.

## Marques
La marque la plus connue de grande distribution est Tech Deck, qui propose des fingerboards en plastique et des rampes du même appareil. Tech Deck n'est cependant pas reconnu comme une véritable marque de fingerboard mais plutôt comme une marque de jouets, du fait de sa qualité moindre et de son manque d'implication dans la pratique. Tech Deck a tenté de produire des fingerboards en bois, plutôt destinées aux collectionneurs qu'à séduire la scène fingerboard.
Il existe des géants du fingerboard proposant des produits de qualité. Blackriver-ramps est à ce jour le pilier du fingerboard mondial : première marque de rampe mondiale, cette compagnie allemande créée et dirigée par Martin Erhenberger distribue également dans son webshop des produits comme Winkler Wheels ou Berlinwood, qui sont parmi les premières et les meilleures marques au niveau qualité. Berlinwood est la marque de planches la plus vendue au monde. En plus d'un rôle important dans ce qu'est le fingerboard aujourd'hui grâce à ses  innovations, Blackriver-ramps est le premier organisateur de gros évènements : ils sont à l'origine du Fast Fingers, le championnat du monde de fingerboard.
Flatface Fingerboards, au départ marque de roues et de planches, puis distributeur de marques indépendantes, est créée en 2003 par Mike Schneider, il s'agit de la première marque américaine. Flatface, basé à Andover, Massachusetts, est aujourd'hui le pilier de la scène fingerboard américaine au travers de l'organisation de nombreux évènements comme le Fingerboard Rendez-Vous et les Store Sessions tout au long de l'année.
Au Portugal, Yellowood fut la première marque à concurrencer Blackriver-Ramps en créant les Ytrucks, des essieux professionnels. Oak Wheels fut le premier à proposer des roues en véritable uréthane, comme les roues de skateboard. Les deux marques occupent des locaux à Porto où elles organisent des évènements.
En France, le fingerboard connaît un regain d’activité. Autrefois présente sur les forums, la communauté a maintenant migré vers les réseaux sociaux (Instagram principalement).

## Praticiens connus
Un certain nombre de praticiens du fingerboard (fingerboarders) ont acquis une certaine notoriété au sein de leur communauté. Ainsi, la diffusion de vidéos sur des sites communautaires a fait la renommée de dizaines de planchistes (riders) du monde entier comme Elias Assmuth (AUT), Dimitri Schlotthauer (ALL), Mike Schneider (USA), Martin Winkler (ALL), Daniel Lindqvist (SUE), Jader Müller (BR), Harald Schön (ALL), Nic Herzog (ALL), Julien Klein (FR), Petr Ptaczek (CZ).

## Finger airboard
Le finger airboard est une alternative au fingerboard. L'objet ressemble à un wakeboard. La pratique consiste à réaliser des figures en l'air, avec l'air produit par un canon à air ou lors d'un déplacement en voiture la fenêtre ouverte.